# فیسل
نان فیسل (به فرانسوی: Ficelle‎؛ بمعنی "رشته") یکی نان فرانسوی است که شباهت زیادی به باگت داشته اما از آن نازکتر است.